# Lazulikungsfiskare
Lazulikungsfiskare (Todiramphus lazuli) är en fågel i familjen kungsfiskare inom ordningen praktfåglar.

## Utseende och läte
Lazulikungsfiskaren är en praktfull kungsfiskare i blått och vitt. Båda könen har helt blåfärgad ovansida. Honan har vit strupe och ljusblått på bröst och buk, medan hos hanen är det blå begränsat till buken. Ungfågeln liknar en färglös version av hanen, med beigefärgad strupe, en fläck nära näbben och fläckar på bröstet och i en halskrage. Bland lätena hörs upprepade "ker-chick" och "ki-ki-ki-ki...".

## Utbredning och systematik
Fågeln förekommer i  Moluckerna (Ambon, Seram och Haruku). Den behandlas som monotypisk, det vill säga att den inte delas in i några underarter.

## Levnadssätt
Lazulikungsfiskaren hittas i låglänta beskogade områden, även i jordbruksbygd och mangrove. Den ses enstaka eller i par.

## Status
Lazukikungsfiskaren har ett litet utbredningsområde och beståndet uppskattas till mellan 12 000 och 18 000 vuxna individer. Det finns dock inga tecken på att den minskar i antal; snarare tros den gynnas av pågående skogsavverkningar. IUCN kategoriserar arten som nära hotad.